# Maroons jamaicanos na Serra Leoa
Os maroons jamaicanos na Serra Leoa eram um grupo de pouco menos de 600 maroons jamaicanos da cidade de Cudjoe, a maior das cinco cidades quilombolas da Jamaica, que foram deportados pelas forças britânicas após a Segunda Guerra Maroon em 1796, primeiro para a Nova Escócia, tendo sido, quatro anos depois, em 1800, transportados para a Serra Leoa.
A Sierra Leone Company estabeleceu o assentamento de Freetown e a Colônia da Serra Leoa em 1792, para o reassentamento dos afro-americanos que chegaram pela Nova Escócia após terem sido evacuados como libertos dos Estados Unidos após a Guerra de Independência Estadunidense. Alguns quilombolas acabaram voltando para a Jamaica, mas a maioria se tornou parte do povo e da cultura crioula de Serra Leoa, formada por homens livres e escravos libertados que se juntaram a eles no primeiro meio século da colônia. Por um longo período, eles dominaram o governo e a economia em Serra Leoa.